# Aterro sanitário Dois Arcos
São Pedro da Aldeia tinha um grande lixão no bairro Alecrim, o qual tinha alto índice de contaminação do solo, água e ar, para solucionar esse problemas, na gestão do então prefeito Paulo Lobo, foi assinado um convênio com a empresa Dois Arcos Gestão de Resíduos para a implantação do Aterro Sanitário do Município. O Aterro Sanitário Dois Arcos, foi o primeiro a ser implantado na Região dos Lagos, começou sua operação em 2008.

## Convênio
A Prefeitura de São Pedro da Aldeia, pelo então prefeito Paulo Lobo, assinou um convênio no dia 4 de Março de 2008 com a empresa Dois Arcos Gestão de Resíduos com o intuito de dar um fim a poluição e aos malefícios causados pelo antigo lixão da cidade, sendo o primeiro município da Região dos Lagos a implementar um aterro sanitário.
A área onde foi implementada o aterro, que é de 700 mil metros quadrados, contou com aprovação de todos os órgãos competentes, inclusive com licença de operação concedida pela FEEMA (Fundação Estadual de Engenharia do Meio Ambiente), além de ser central na região, por ser próxima a municípios como Cabo Frio, Armação dos Búzios e Arraial do Cabo.

## Capacidade e operação
O aterro tem capacidade para tratar 1.000 toneladas de lixo por dia, ou seja, uma capacidade física de armazenar o lixo de toda região por mais de 20 anos. É o único totalmente privado em toda a região e opera com o preço de R$ 41 reais por tonelada, abaixo da média brasileira.
Foi inaugurado no dia 04 de Agosto de 2014 a Usina de Tratamento de Biogás do Aterro Dois Arcos, a primeira do gênero no Brasil, um projeto de gás natural renovável (GNR). Estima-se que a produção alcance 5 milhões de m³ de biogás por ano, que será comprada pela Companhia Estadual de Gás (CEG). Em 25 de setembro de 2017, a Dois Arcos Gestão de Resíduos recebeu da ANP (Agência Nacional de Petróleo, Gás Natural e Biocombustíveis) a a primeira autorização do Brasil para captar o biogás decorrente da decomposição dos resíduos sólidos urbanos, transformando-o em Biometano através da resolução n°685/2017. O biometano é intercambiável ao gás natural e pode ser injetado na rede de distribuição abastecendo veículos, indústrias, caldeiras, geradores e residências. A planta aldeense iniciou suas operações de imediato, com capacidade de produzir 10.000 m³ de biometano por dia, o que equivale a abastecer 660 veículos diariamente.

## Adesão de outros municípios
Cabo Frio oficialmente passou a utilizar o aterro em São Pedro da Aldeia em 25 de março de 2008, em suma o aterro recebe lixo de pelo menos cinco municípios da região.